# Акмяне (Расейнский район)
Акмяне (лит. Akmenė) — деревня в Шилувском старостве Расейнского района в Каунасском уезде Литвы.
На русскоязычных дореволюционных картах — Окмяны
Деревня расположена в 3 км к юго-востоку от Шилувы, недалеко от дороги на Шаукотас. В окрестностях деревни начинается река Сандрава. 

## Население
В 1923 году в Акмяне проживало 28 человек, 1959 году — 49 человек, в 2001 — 4, в 2011 — 5.

## История
Найденные на деревенских кладбищах предметы VI—VIII веков переданы в Каунасский исторический музей.

## Достопримечательности

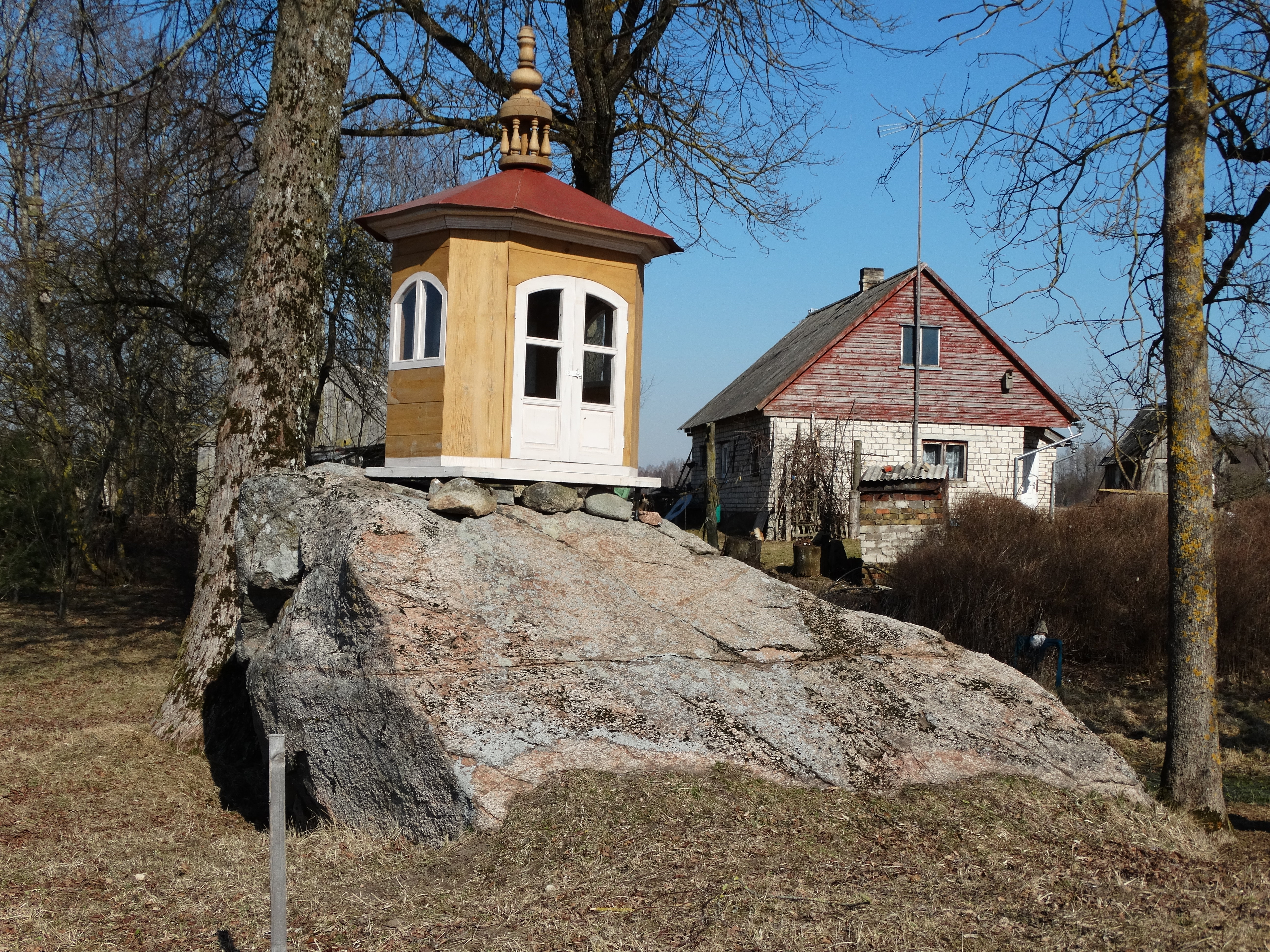
Акмянский камень